# Straßenbahn Mrozy
Die Pferdestraßenbahn Mrozy, Polnisch Tramwaj konny w Mrozach, war eine Pferdestraßenbahn in Mrozy im Powiat Miński in Polen, die das Sanatorium Rudka mit dem Bahnhof Mrozy verband. Die Bahn war von 1902 bis 1967 in regulärem Betrieb, 2011 wurde ein Museumsbahnbetrieb aufgenommen.

## Geschichte
Die Geschichte der Pferdestraßenbahn ist mit dem Bau des Sanatoriums für Tuberkulosekranke in Rudka verknüpft. Das Sanatorium geht auf die Initiative von Teodor Dunin zurück, ein Arzt, der sich für die Behandlung von Tuberkulose in sozialen Unterschichten einsetzte. Der Bau des Sanatoriums begann 1902. Weil die Baustelle etwa zwei Kilometer vom Bahnhof entfernt war, wurde eine Pferdebahn für den Transport des Baumaterials vom Bahnhof zur Baustelle errichtet. Der Bau des Sanatoriums war nach sechs Jahren beendet, sodass die ersten Patienten am 29. November 1908 im Sanatorium eintreffen konnten. Die Pferdebahn wurde fortan zur Beförderung der Patienten benutzt und verkehrte sechs Mal täglich. Der Betrieb wurde 1967 nach 59 Jahren eingestellt, die Gleise in den 1970er-Jahren entfernt und der Wagen dem Eisenbahnmuseum Sochaczew übergeben.

### Museumsbahn
Die Gemeindeverwaltung von Mrozy beschloss zusammen mit der Vereinigung der Freunde von Mrozy, die Pferdebahn wieder aufzubauen. Der Umweltminister erteilte die Bewilligung für den Betrieb der Bahn durch das Naturschutzgebiet Rudka Sanatoryjna, das den Wald zwischen Bahnhof und Sanatorium umfasst. Das Projekt wurde durch Gelder aus dem Europäischen Landwirtschaftsfonds für die Entwicklung des ländlichen Raums unterstützt.
Nachdem die Gleise wieder aufgebaut waren, fanden die ersten Testfahrten Anfang Oktober 2011 statt, ab Frühjahr 2012 verkehrt die Bahn in der Sommersaison von Mai bis September jeweils am ersten Sonntag im Monat. Die Straßenbahn wird seit 2014 durch das Städtische Sport- und Freizeitzentrum von Mrozy verwaltet.